# Даниил (Сивиллов)
Архимандри́т Дании́л (в миру Дми́трий Петро́вич Сиви́ллов; октябрь 1798, село Всесвятское, Саратовская губерния — 1 [13] января 1871, Ростов) — священнослужитель Православной Российской Церкви, миссионер, синолог, первый заведующий кафедрой китайского языка в Казанском университете (1837—1844).

## Биография
Родился в октябре 1798 году в селе Всесвятском Городищенского уезда Саратовской губернии в семье причетника. В 1808 году поступил в Пензенскую гимназию, где ему дана была фамилия Сивиллов. Из богословского класса был отправлен в Санкт-Петербург для обучения медицине.
В 1819 году возвратился в духовное звание, поступив в Александро-Невскую семинарию.

### Пребывание в Китае
6 декабря 1819 года направлен с Десятой миссией в Пекин, в связи с чем 14 сентября был пострижен в монашество с именем Даниила, а 28 сентября рукоположён в сан иеродиакона и 1 октября — в сан иеромонаха. 1 декабря 1820 года прибыл в Пекин, где с 1821 года исполнял обязанности казначея и был членом Совета русской миссии. В Пекине отреставрировал Сретенский монастырь при посольском подворье. В 1832 году вернулся в Санкт-Петербург. Был награждён орденом св. Анны 2-й степени с назначением пенсии в 650 p. в год.

### Настоятельство в Златоустовском монастыре
21 июня 1832 году был определён настоятелем московского Златоустовского монастыря. С 5 июля 1835 года состоял членом московской духовной консистории.

### Профессор Казанского университета
11 мая 1837 года был назначен ординарным профессором китайского языка в Казанский университет и, одновременно, настоятелем Предтеченского монастыря в Казани. Также безвозмездно преподавал китайский язык в гимназии, где его учеником был Н. И. Зоммер.
В 1842 году был избран в действительные члены конференции новооткрытой Казанской духовной академии.

### Служение в Иркутской епархии
7 апреля 1844 года по его собственному желанию перемещён в Посольский Спасо-Преображенский монастырь Иркутской епархии, где 24 августа назначен старшим миссионером для обращения в православие бурят и сектантов-ветковцев, поселённых в Забайкалье. В 1846 году архимандрит Даниил был назначен благочинным над монастырями и в 1849 году переведён в Селенгинский Троицкий монастырь. В то же самое время состоял и первоприсутствующим Верхнеудинского духовного правления, а с 1850 года — благочинным над Верхнеудинскими градскими и единоверческими церквами.
В 1855—1862 гг. архимандрит Даниил был последовательно уволен от всех занимаемых им должностей; 28 мая 1863 года он прибыл в Санкт-Петербург.

### Служение в Ярославной епархии
9 августа 1863 года был назначен настоятелем Ростовского Борисоглебского монастыря Ярославской епархии, с возложением на него в 1864 году обязанностей благочинного над угличскими монастырями.
Скончался архимандрит Даниил 1 января 1871 года.

## Труды
Всё научно-педагогическое наследие русского синолога осталось в рукописях, хранящихся в архивах Казани и Санкт-Петербурга.
- Переводы с русского на китайский: Утренних молитв, Зерцала исповедания веры Димитрия Ростовского, молитв, читаемых за литургией, Стоглавника св. Геннадия.
- Драгоценное зеркало для просвещения ума: Пер. с кит. философской классической книги Сы-Шу.
- История Китайской империи: В 2-х т.
- Описание Раифской пустыни.
- Историческое описание Троицкого Селенгинского монастыря.